# Et s'il n'en restait qu'une (Je serais celle-là)
Singles de Céline Dion
I Believe in You
(2006) Immensité
(2007)
Pistes de D'elles
Immensité
Et s'il n'en restait qu'une (Je serais celle-là) est une chanson de Céline Dion, il s'agit du premier single extrait de l'album studio D'elles. La chanson est écrite par Françoise Dorin et composée par David Gategno. Il en est également le producteur. Dorin a aussi écrit un autre texte exploité dans deux titres, À Cause en version rythmée et On s'est aimé à cause, une ballade.
La première mondiale de ce vidéo clip a été diffusée sur le réseau canadien TVA, lors du talk-show On n'a pas toute la soirée, le 1er avril 2007.

## Formats et liste des chansons
- 1-track Promotionnel ( Belgique,  Canada,  France, ) [1]

1. Et s'il n'en restait qu'une (Je serais celle-là) (03:32)

- 3-track Single ( France) [2]

1. Et s'il n'en restait qu'une (Je serais celle-là) (03:32)
2. Je ne vous oublie pas (avec les 500 choristes)(03:35)
3. Et s'il n'en restait qu'une (Je serais celle-là) (Instrumental) (03:32)

## Remixes officiels
1. Et s'il n'en restait qu'une (Album Version) (03:32)
2. Et s'il n'en restait qu'une  (Instrumental) (03:32)